# بالو (ماوكلي)
بالو هو دب خيالي وأحد شخصيات روايات كتاب الأدغال من تأليف روديارد كيبلينج، يبدو بالو من نوع الدب الكسلان أو الدب الأسود الآسيوي أو الدب البني مع أن أنواع الدببة هذه لا تتواجد في منطقة سيوني وألتي تدور بها أحداث قصة الأدغال، بالو هو أحد الأصدقاء المقربين لماوكلي حيث يعلمه عدة أشياء مع النمر باغيرا كذلك يكلف بحمايته من المخاطر.